# I Feel
I Feel es el sexto EP coreano (octavo en general) del grupo femenino surcoreano (G)I-dle. Fue lanzado el 15 de mayo de 2023 por Cube Entertainment y distribuido por Kakao Entertainment. El EP contiene seis pistas, incluido su sencillo principal titulado «Queencard».

## Antecedentes y lanzamiento
El 13 de abril de 2023, Cube Entertainment, agencia de (G)I-dle, confirmó al medio surcoreano My Daily que «(G)I-dle actualmente se está preparando para un regreso, con el objetivo de un lanzamiento en mayo de este año». Agregando que  «revelaremos el formato del álbum en una fecha posterior. Les pedimos que le den mucho interés».
El 18 de abril, (G)I-dle lanzó una primera imagen conceptual para su nuevo trabajo musical bajo el título de I Feel. La imagen correspondía a un póster para una supuesta serie original de Netflix, con un «nuevo episodio» titulado «I Feel» que se lanzaría el 15 de mayo a las 6 de la tarde (KST).

## Lista de canciones
| Lista de canciones de I Feel | |                      |                                      |                                |          |  |
| N.º                          | Título | Letras               | Música                               | Arreglos                       | Duración |  |
| 1.                           | «Queencard» (en hangul, 퀸카; romanización revisada, Kwinka)                                                      | Soyeon               | Soyeon, Pop Time, Daily, Likey       | Pop Time, Daily, Likey, Soyeon | 2:41     |  |
| 2.                           | «Allergy» | Soyeon               | Soyeon, Pop Time, Daily, Likey, Kako | Pop Time, Daily, Likey, Soyeon | 2:42     |  |
| 3.                           | «Lucid» | Minnie, Soyeon       | Minnie, BreadBeat, Shin Kung         | BreadBeat, Shin Kung           | 2:55     |  |
| 4.                           | «All Night» | Yuqi, Wooseok        | Yuqi, Siixk Jun                      | Siixk Jun                      | 2:26     |  |
| 5.                           | «Paradise» | Minnie, B.O., Soyeon | Minnie, BreadBeat                    | Breadbeat                      | 3:09     |  |
| 6.                           | «Peter Pan» (en hangul, 어린 어른; romanización revisada del coreano, Eorin Eoreun; literalmente, «Adulto joven») | Soyeon, Yuqi         | Yuqi, Siixk Jun, Wooseok             | Siixk Jun                      | 3:10     |  |
| 17:03                        | |                      |                                      |                                |          |  |

## Reconocimientos

### Premios y nominaciones
| Año  | Evento                 | Premio                              | Resultado | Ref.  |
| ---- | ---------------------- | ----------------------------------- | --------- | ----- |
| 2023 | Asian Pop Music Awards | Mejor álbum del año - Extranjero    | Ganador   | [ 4 ] |
| 2023 | Asian Pop Music Awards | Top 20 Álbumes del año - Extranjero | Ganador   | [ 4 ] |
| 2023 | Asian Pop Music Awards | People's Choice Award - Extranjero  | Ganador   | [ 4 ] |
| 2023 | China Year End Awards  | Álbum más vendido                   | Pendiente | [ 5 ] |
| 2023 | China Year End Awards  | Álbum internacional más vendido     | Pendiente | [ 5 ] |
| 2023 | China Year End Awards  | Álbum femenino más vendido          | Pendiente | [ 5 ] |
| 2023 | China Year End Awards  | Álbum K-Pop más vendido             | Pendiente | [ 5 ] |
| 2023 | China Year End Awards  | Álbum K-Pop femenino más vendido    | Pendiente | [ 5 ] |
| 2023 | China Year End Awards  | Álbum de un grupo más vendido       | Pendiente | [ 5 ] |
| 2023 | Melon Music Awards     | Millions Top 10 Artists             | Ganador   | [ 6 ] |
| 2023 | Melon Music Awards     | Álbum del año                       | Nominado  | [ 7 ] |

### Listados
| Publicación   | Listado                                         | Lugar    | Ref.   |
| ------------- | ----------------------------------------------- | -------- | ------ |
| Billboard     | The 25 Best K-Pop Albums of 2023                | 7.º      | [ 8 ]  |
| Genius Korea  | 2023 Year-End Genius Korea Chart - Top EPs      | 6.º      | [ 9 ]  |
| Rolling Stone | Best Music of 2023: Staff Picks (Kristine Kwak) | Incluida | [ 10 ] |

## Posicionamiento en listas
| Lista (2023)           | Mejor posición |
| ---------------------- | -------------- |
| Corea del Sur (Circle) | 1              |

## Historial de lanzamiento
| País           | Fecha                | Formato                    | Sello                       |
| -------------- | -------------------- | -------------------------- | --------------------------- |
| Corea del Sur  | 15 de mayo de 2023   | Descarga digital streaming | Cube Entertainment, Kakao M |
| Corea del Sur  | 16 de mayo de 2023   | CD (Standard, Jewel)       | Cube Entertainment, Kakao M |
| Estados Unidos | 19 de mayo de 2023   | CD (Exclusive)             | Cube Entertainment          |
| Estados Unidos | 14 de agosto de 2023 | CD (Standard), vinilo      | Genie Music                 |